# Pinnow
Pinnow es un municipio situado en el distrito de Ludwigslust-Parchim, en el estado federado de Mecklemburgo-Pomerania Occidental (Alemania), a una altitud de 44 metros. Su población a finales de 2016 era de 1928 habs. y su densidad poblacional, 100 hab/km².

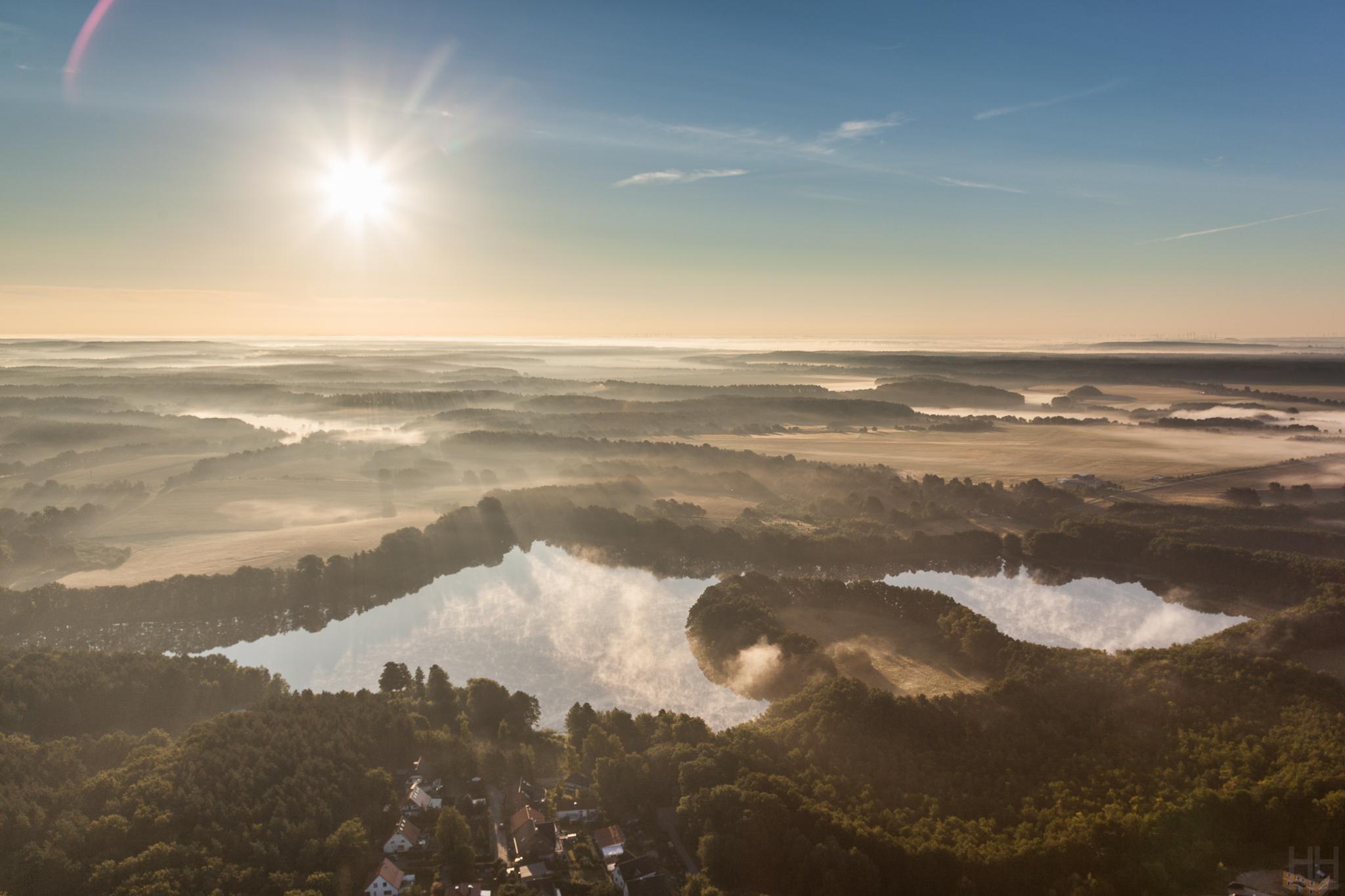
Lago Mühlen, junto a Pinnow